# Rathaus (Treuchtlingen)

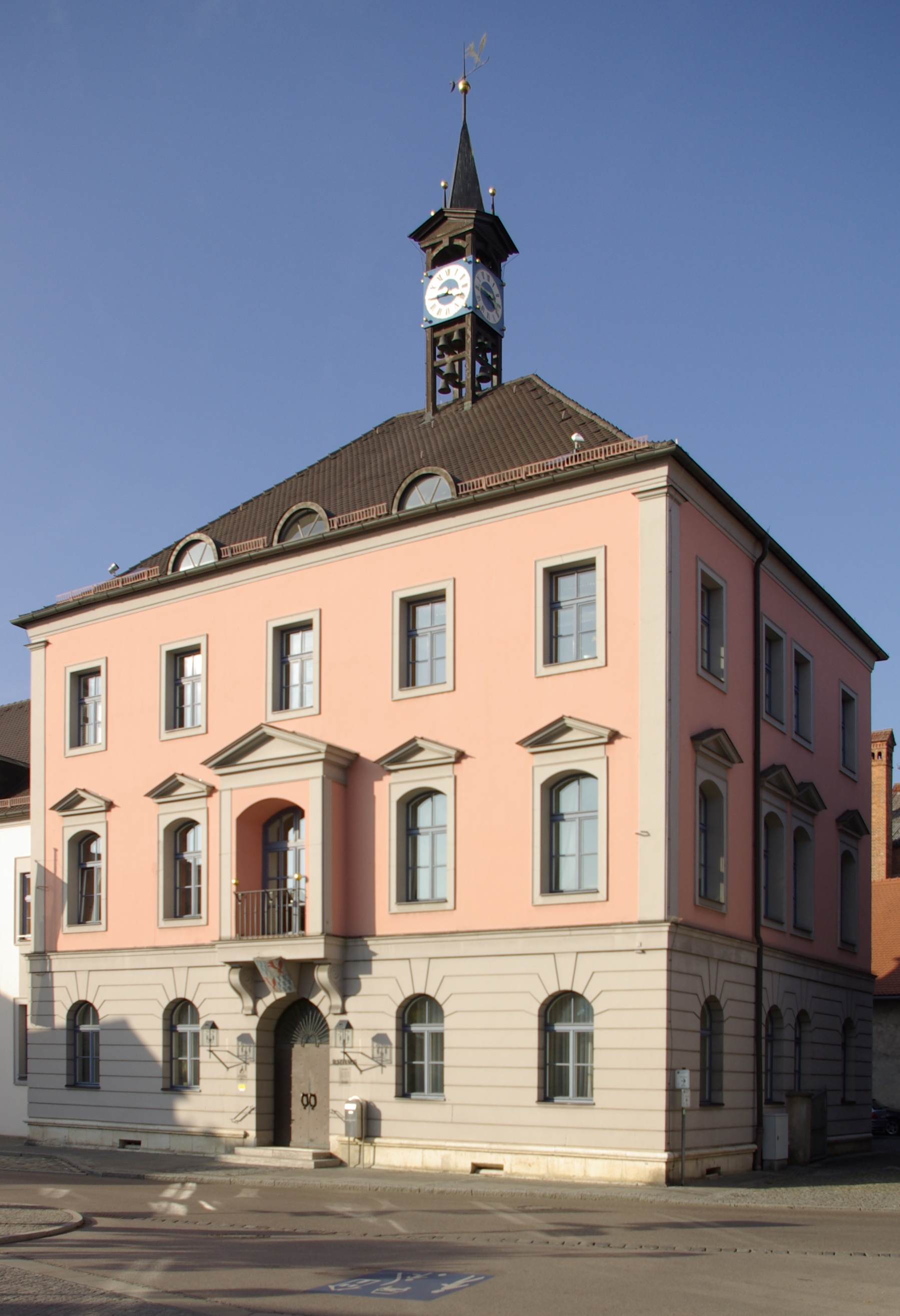
Das Treuchtlinger Rathaus im Oktober 2011

Das Rathaus der Stadt Treuchtlingen im mittelfränkischen Landkreis Weißenburg-Gunzenhausen befindet sich in der Hauptstraße 31. Die älteren Teile des Gebäudes sind unter der Denkmalnummer D-5-77-173-15 als Baudenkmal in die Bayerische Denkmalliste eingetragen.

## Architektur
Das Rathaus wurde im Stil der Neorenaissance als repräsentativer Bau 1893 errichtet. Der Architekt war Theodor Eyrich. Das Rathaus wies eine reich gegliederte Fassade und eine mächtige Portalzone sowie eine hohe Dachlaterne mit Austritt auf dem Dachfirst auf. Ferner waren an der Fassade noch Ornamente aus Sandstein vorhanden, die Erker und Fenstergiebel hatten eine Dreiecksform, und das Sockelgeschoss hatte eine Bänderung aus Naturstein.
1934 wurde das Gebäude zu einem Zweckbau umgebaut, die Uhrturm entfernt und eine Sirene angebaut sowie die meisten Neurenaissance-Elemente beseitigt und das Gebäude um einen Nebenbau auf der Westseite erweitert. Beibehalten wurde der Erkervorbau, die Fensterteilung und die Dachform.
1988 wurde das Rathaus instand gesetzt und durch Wunibald Puchner wieder in die ursprüngliche, aber reduzierte Form umgebaut. Dabei wurde die Bänderung am Sockelgeschoss mit Putzrustika rekonstruiert und Ecklisenen und Balkonaustritt sowie der zentrale Eingang mit einer kupferverkleideten und gravierten, mit Bronzenägeln beschlagenen, zweiflügligen Türe wiederhergestellt. Der ebenfalls wiederhergestellte Uhrturm auf dem Dach trägt einen Spitzhelm und eine Wetterfahne in Form eines Rotfuchses – das Treuchtlinger Wappentiers – sowie vier Zifferblätter und ein sichtbares Glockenspiel für zwölf Melodien.
Das dreigeschossige Bauwerk trägt ein Walmdach. Der Sitzungssaal stammt aus der Erbauungszeit und weist eine reichverzierte Holzdecke und Türsimse auf.